# Fluxo (física)
Em física, fluxo de uma grandeza através de uma superfície possui dois significados distintos, dependendo do tipo de fenômeno a que se refere. A principal diferença matemática entre os dois usos é o tipo de grandeza que se obtém. No contexto do eletromagnetismo, o fluxo é uma grandeza escalar, que descreve a intensidade da atuação de um campo através de uma superfície arbitrária. No contexto de fenômenos de transporte, como transferência de calor e difusão, fluxo é uma grandeza vetorial, que descreve a magnitude e direção do fluxo de uma substância ou propriedade.

## Fluxo de um campo vetorial através de uma superfície
De acordo com a definição habitualmente utilizada no eletromagnetismo, define-se o fluxo {\displaystyle \Phi \,\!}, escalar, de um campo vetorial {\displaystyle {\vec {v}}} através de uma superfície {\displaystyle S} orientável qualquer, pela expressão:
{\displaystyle \Phi =\iint _{S}{\vec {v}}\cdot d{\vec {A}}}
onde {\displaystyle d{\vec {A}}} representa o vetor infinitesimal de área, orientado perpendicularmente a ela.
Como realiza-se o produto escalar dessas grandezas vetoriais, o resultado da integral é um escalar. Também é importante notar que o sinal do fluxo irá depender da orientação do vetor {\displaystyle d{\vec {A}}}, uma vez que há dois sentidos possíveis para a direção perpendicular à superfície {\displaystyle S}. Apesar de matematicamente a escolha ser arbitrária, quando trabalha-se com fluxo magnético, por exemplo, o sinal ganha significado físico e deve ser obtido através da aplicação da lei de Lenz.

### Fluxo elétrico
Dado um campo elétrico {\displaystyle {\vec {E}}}, o fluxo através de uma superfície {\displaystyle S} fechada é dado por:
{\displaystyle \Phi _{E}=\iint _{S}{\vec {E}}\cdot d{\vec {A}}}
O fluxo elétrico tem fundamental importância no cálculo do campo elétrico em situações altamente simétricas, por meio da utilização da lei de Gauss, cujo enunciado é:
{\displaystyle \iint _{S}{\vec {E}}\cdot d{\vec {A}}={\frac {Q_{int}}{\epsilon _{0}}}}
onde {\displaystyle Q_{int}} é a quantidade de carga interna à superfície, e {\displaystyle \epsilon _{0}} a constante de permissividade do vácuo.

### Fluxo magnético
Dado um campo magnético {\displaystyle {\vec {B}}} o fluxo através de uma superfície {\displaystyle S} é dado por:
{\displaystyle \Phi _{B}=\iint _{S}{\vec {B}}\cdot d{\vec {A}}}
Tem-se que, pela inexistência de monopolos magnéticos, o fluxo {\displaystyle \Phi _{B}} através de superfícies fechadas é nulo.
Para superfícies abertas, o fluxo magnético encontra aplicação no fenômeno de indução eletromagnética, descrito pela lei de Faraday:
{\displaystyle {\mathcal {E}}=-{{d\Phi _{B}} \over dt}\ }
onde {\displaystyle {\mathcal {E}}} é a força eletromotriz (fem) induzida. O sinal também pode ser obtido pelo uso da lei de Lenz.

## Fenômenos de transporte
Nesse contexto, o fluxo é a quantidade de uma grandeza que atravessa uma superfície por unidade de tempo. Segundo essa definição, o fluxo resultante é um vetor, cuja norma é igual à taxa temporal a qual a superfície é atravessada, e cuja direção é normal à superfície considerada . Exemplos comuns de fluxo nesse sentido são:
1. Fluxo de torque, a taxa de torque por área unitária (N·s·m−2·s−1);
2. Fluxo de calor, a taxa de calor que atravessa área unitária (J·m−2·s−1);
3. Fluxo de difusão, a taxa de movimento de moléculas por área unitária (mol·m−2·s−1);
4. Fluxo volumétrico, a taxa de volume que atravessa área unitária (m3·m−2·s−1);
5. Fluxo de massa, a taxa de massa que atravessa área unitária (kg·m−2·s−1);
6. Fluxo radioativo, a quantidade de energia transferida em forma de fótons numa certa distância da fonte por unidade de área por unidade de tempo (J·m−2·s−1);
7. Fluxo de energia, a taxa de energia que atravessa unidade de área (J·m−2·s−1). O fluxo radiativo e o fluxo de calor são casos específicos de fluxo de energia;
8. Fluxo de partículas portadoras de carga, a taxa de partículas que atravessam área unitária ([número de partículas] m−2·s−1).

### Difusão química
O fluxo molar químico de um A em um sistema isotérmico e isobárico é definido na acima mencionada primeira lei de Fick como:
{\displaystyle {\overrightarrow {J_{A}}}=-D_{AB}\nabla c_{A}}
onde:
- {\displaystyle D_{AB}} é o coeficiente de difusão (m2/s) do componente A difundindo-se através do componente B,
- {\displaystyle c_{A}} é a concentração em (mol/m3) de espécies A.

Este fluxo tem unidades de mol·m−2·s−1, e se encaixa na definição original de Maxwell de fluxo.
Nota: {\displaystyle \nabla } ("nabla") denota o operador del.
Para gases diluídos, a teoria da cinética molecular relaciona o coeficiente de difusão D à densidade de partícula n = N/V, a massa molecular m, a seção transversal de colisão {\displaystyle \sigma }, e a temperatura absoluta T por
{\displaystyle D={\frac {1}{3}}{\frac {1}{{\sqrt {2}}n\sigma }}{\sqrt {\frac {8kT}{\pi m}}}}
onde o segundo fator é o percurso livre médio e a raiz quadrada (com a constante de Boltzmann k) é a velocidade média das partículas.
Em fluxos turbulentos, o transporte por movimento turbulento pode ser expresso como um coeficiente de difusão grosseiramente incrementado.